# استدامة البيئة
قدمت فهماً شاملاً لما نقوم به لبيئة الأرض وأهميتها لرفاهيتنا الحالية والمستقبلية.  على الصعيد العالمي، كان هناك تطور مثير في العلوم البيئية، ونتيجة لذلك، على الأقل جزئيًا، تطور دراماتيكي مماثل للسياسة البيئية.  تحت ضغط من عامة الناس، استجابت المنظمات غير الحكومية (NGOS) والمجتمع العلمي، وكذلك الحكومات الفردية والهيئات الحكومية الدولية، بمجموعة من القوانين والمؤسسات وأدوات السياسة الأخرى التي تهدف إلى حماية جوانب مختلفة من البيئة. في نصف القرن الماضي هذا، توسع التركيز على البيئة والموارد البيئية بشكل جذري.  تطورت المخاوف المتعلقة بالقضايا الفردية - على سبيل المثال، الحفاظ على نوع معين أو منطقة معينة، أو تعظيم حصاد مورد معين، أو التعامل مع مصادر محددة للتلوث - إلى اعتراف أكثر تكاملاً بالعلاقات المتداخلة المعنية، ونحو المفهوم الشامل  من الاستدامة.هدف الاستدامة ارتبطت الاعتبارات البيئية الدولية ارتباطًا وثيقًا باعتبارات التنمية.  التنمية هي أولوية رئيسية للدول النامية. في البداية، أدركت العديد من هذه الدول أن الاعتبارات البيئية قد تحد من التنمية أو تعرقلها. تحدث البعض عن الرغبة في التلوث لأنهم رأوه علامة على التصنيع وبالتالي التنمية، وتحدث البعض عن المخاوف البيئية باعتبارها محاولة استعمارية جديدة لمنعها من التطور. لقد سعى تنظيم المؤتمر المعني بالبيئة البشرية، مع بعض النجاح، إلى إظهار أن التنمية والبيئة ينبغي أن يكونا داعمين لبعضهما البعض، لا متعارضين. لكن الأنشطة الإنمائية (مثل تلك التي يمولها البنك الدولي أو التي تنفذها وكالات المعونة الثنائية) غالبًا ما كانت لها آثار بيئية سلبية للغاية، فضلاً عن آثار سلبية في كثير من الأحيان على الشعوب الأصلية المعنية.  في كثير من الحالات، أدى الفشل في منع التأثيرات البيئية إلى فشل أهداف التنمية الأصلية. لذلك كان التحدي الهائل هو إقناع الدول النامية ومؤسسات التنمية الدولية والمدافعين عن البيئة بأن البيئة والتنمية وجهان لعملة واحدة، ضروريان لبعضهما البعض. ابتداءً من عام 1975، قام الاتحاد الدولي لحفظ الطبيعة، بالتعاون مع الصندوق العالمي للطبيعة وبرنامج الأمم المتحدة للبيئة، بجهد مدته خمس سنوات لتطوير إستراتيجية الحفظ العالمية. تم تنفيذ هذه الاستراتيجية للمساعدة في تحقيق التنمية المستدامة من خلال الحفظ، وإدارة الاستخدام البشري للمحيط الحيوي بحيث يمكن أن تحقق أكبر فائدة مستدامة للأجيال الحالية التي تتناول واي مع الحفاظ على قدرتها على تلبية احتياجات وتطلعات أجيال المستقبل.تضاعفت التغيرات البيئية التي تسببها الأنشطة البشرية تدريجيًا بمرور الوقت، مما يعكس تزايد عدد السكان وتطور التقنيات المقدمة 23 التي ترتبط بها التغييرات ارتباطًا وثيقًا. منذ القرن التاسع عشر، تسارعت وتيرة التغير البيئي بشكل كبير؛  حدثت الزيادة الأسرع بعد الحرب العالمية الثانية.  في الولايات المتحدة، تزايدت المخاوف العامة بشأن هذه المشكلات البيئية والاستجابات الحكومية لها وانخفضت بمرور الوقت، مع فترات ملحوظة من النشاط العالي تقريبًا من ثمانينيات القرن التاسع عشر حتى عام 1909، وأثناء الثلاثينيات، وفي الستينيات والسبعينيات.  تزامنت هذه الفترات مع زيادة الوعي العام بالآثار السلبية للتغير البيئي البشري المنشأ.  كانت الستينيات، التي بلغت ذروتها في يوم الأرض 1970، فترة ارتفاع كبير.زيادة الوعي البيئي.  شهدت السبعينيات إجراءات بيئية ملحوظة على المستويين الحكومي والعامة في جميع أنحاء العالم.  على الصعيد الدولي، كان هناك تقدم مطرد في السياسات والإجراءات البيئية منذ السبعينيات.  ومع ذلك، في الولايات المتحدة، اتسمت الثمانينيات والتسعينيات بالصراعات الحزبية بين الجهود المناهضة للبيئة والجهود المناصرة للبيئة، ومنذ عام 2001 كان هناك تفكيك فعال بشكل متزايد للسياسات والمؤسسات البيئية.  في نصف القرن الماضي، تضاءلت التغيرات البيئية والاستجابات العامة والحكومية لها في جميع المستويات السابقة.  التغييرات البيئية - بما في ذلك الاحتباس الحراري - هي ببساطة استمرار «للانتقام من طبيعة ساور الغاضبة».  الاستجابات البيئية هي نتيجة التطور المشترك للعلوم البيئية والوعي العام والسياسة.  الهدف المعلن لهذه العملية على نحو متزايد هو الاستدامة البيئية، ولكن في حين تم إحراز الكثير من التقدم، فإن هذا الهدف لم يلوح في الأفق بعد.

## عدم إحراز تقدم في السعي لتحقيق التنمية المستدامة
هناك العديد من الأسباب لعدم إحراز تقدم في السعي لتحقيق التنمية المستدامة.  ومن أهمها:
1. النمو السكاني السريع والفقر في البلدان النامية.
2. أنماط الإنتاج والاستهلاك في دول منظمة التعاون الاقتصادي والتنمية (OECD)
3. اتخاذ القرارات الاقتصادية مع القليل من المدخلات حول تأثيراتها البيئية؛
4. عدم دمج الاستدامة البيئية في التخطيط التنموي.
5. الأطر المحاسبية الحالية للتحليل الاقتصادي التي لا تعامل الموارد الطبيعية كرأسمال منتج.
6. الإفراط في استغلال الموارد الطبيعية، الأمر الذي ثبت أنه غير مستدام.
7. عبء ديون البلدان النامية 2 تريليون دولار في عام 2000).
8. الإعانات الضارة للزراعة في بلدان منظمة التعاون الاقتصادي والتنمية، ولخدمات المياه والطاقة في البلدان النامية.
9. التمويل غير الكافي للبيئة والتنمية المستدامة؛  # ضعف القدرة على التنفيذ في البلدان النامية؛  # إتساع الفجوة السياسية بين البلدان النامية والمتقدمة.
10. تجزؤ وعدم فعالية الإدارة البيئية الدولية.  يمكننا أيضًا إضافة الافتقار إلى السلام وانعدام الأمن والصراع الأهلي كعوامل تعوق التقدم نحو الاستدامة العالمية. هذه هي الأسباب الجذرية لتدهور حالة البيئة العالمية والبطء في السعي لتحقيق التنمية المستدامة. يجب معالجتها على الفور إذا أريد عكس الاتجاهات الحالية. إن الافتقار إلى الالتزام بالبيئة وبالتنمية المستدامة لا يمكن حله عن طريق تنسيق الاتفاقات البيئية الدولية، أو ببساطة عن طريق تعزيز المؤسسات البيئية الدولية. إنه من أعراض فشل الحكومات والمؤسسات الدولية في دمج الركائز الاقتصادية والاجتماعية والبيئية للتنمية المستدامة.[2]

## الاستدامة البيئية ومعنية بقضايا
صحة النظم البيئية على المدى الطويل. حماية الإنتاجية طويلة الأجل وصحة الموارد لتلبية الاحتياجات الاقتصادية والاجتماعية المستقبلية، على سبيل المثال حماية الإمدادات الغذائية والأراضي الزراعية ومخزون الصيد.
صنع القرار بين الأجيال، عند اتخاذ القرارات الاقتصادية، يجب أن نركز على الآثار المترتبة على الأجيال القادمة، وليس فقط في الوقت الحاضر.  على سبيل المثال، يمنح حرق الفحم فائدة قصيرة المدى تتمثل في توفير طاقة أرخص، لكن التلوث الإضافي يفرض تكاليف على الأجيال القادمة.
الموارد المتجددة: التنويع في مصادر الطاقة التي لا تعتمد على الموارد غير المتجددة. على سبيل المثال، الطاقة الشمسية وطاقة الرياح.
منع عواقب الاحتباس الحراري من صنع الإنسان.  السياسات التي تضمن عدم تدهور بيئة كوكب الأرض إلى درجة تواجه فيها الأجيال القادمة نقصًا في المياه، وظواهر جوية قاسية، ودرجات حرارة زائدة. جميع العوامل التي يمكن أن تجعل العيش في أجزاء من العالم صعبًا للغاية إن لم يكن ممكنًا.
حماية تنوع الأنواع والبنية البيئية. تتطلب الأدوية أحيانًا عناصر داخل أنواع نباتية معينة. إذا انقرضت بعض الأنواع، فهذا يحد من الابتكار التكنولوجي في المستقبل.
معاملة الموارد البيئية كما لو كانت لها حقوق وقيمة متأصلة. بعبارة أخرى، لا ينبغي أن نعتمد فقط على القيمة النقدية، أي يجب علينا حماية الغابات المطيرة لأنها تستحق الحماية بدلاً من استخدام تحليل التكلفة والعائد لمعرفة ما إذا كنا نربح مالياً من حماية الغابات المطيرة.